# Paavo Cajander
Paavo Emil Cajander (Hämeenlinna, 24 dicembre 1846 – Helsinki, 14 giugno 1913) è stato un poeta e traduttore finlandese.
Cajander divenne famoso per le sue traduzioni in finlandese dei lavori di William Shakespeare e del The Tales of Ensign Stål di Johan Ludvig Runeberg, il cui primo verso venne immortalato dal inno nazionale finlandese.